# Struktura biomakromolekul

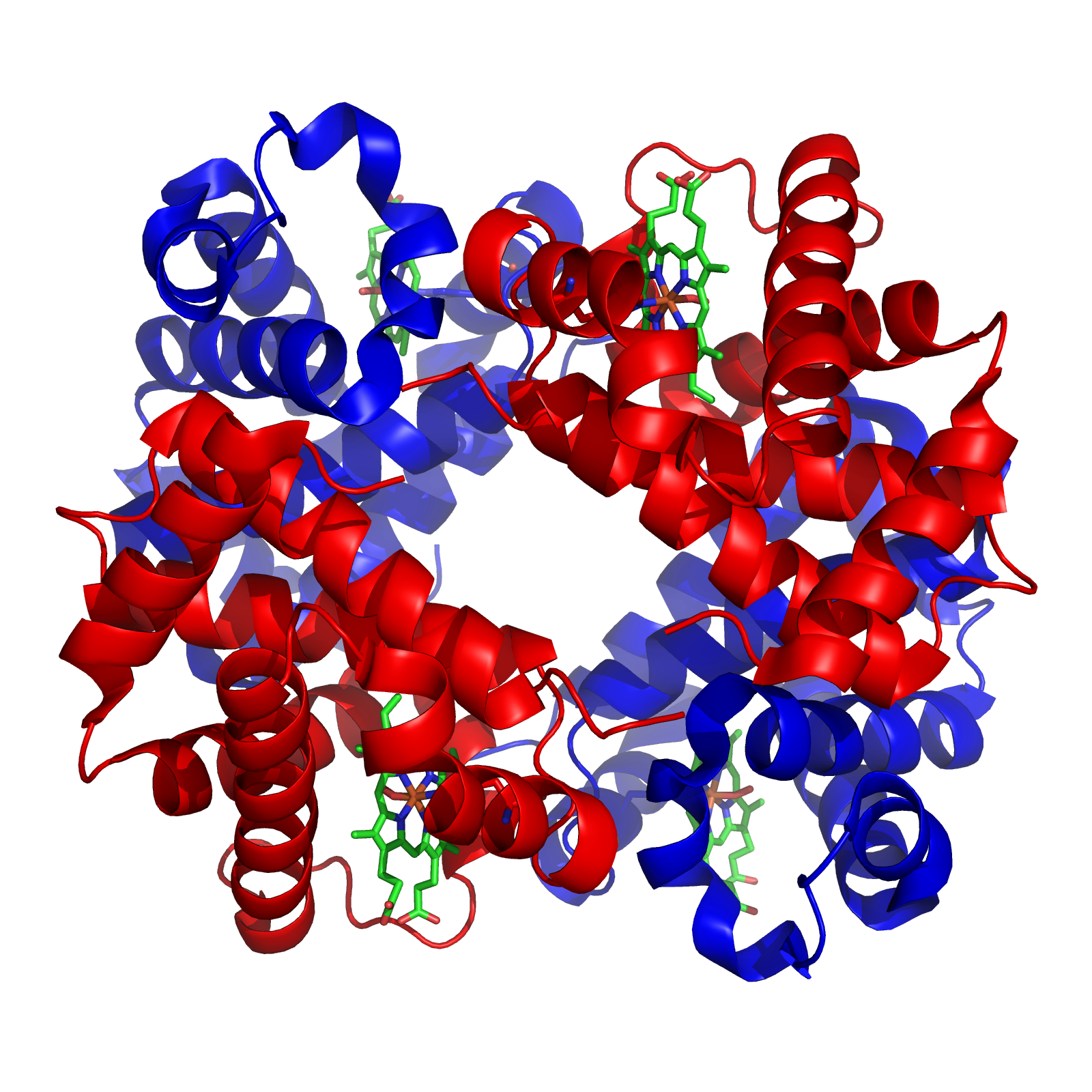
Hemoglobin

Jako biomakromolekulu označujeme zpravidla organickou sloučeninu vysoké molekulové hmotnosti, účastnící se biologických procesů a složenou z velkého množství menších strukturních prvků (monomerů). Jedná se zejména o bílkoviny, nukleové kyseliny, polysacharidy a lipidy. V případě posledně jmenovaných bývají však předmětem výzkumu zejména vyšší celky z nich složené (membrány či liposomy), kde se však již nejedná o molekuly.
Popisem struktury, hledáním vztahů mezi sekvencí monomerů (primární strukturou) a vyššími strukturními úrovněmi, mezi strukturou a biologickou funkcí, jejich interakcí s malými molekulami i vzájemných se zabývá dynamicky se rozvíjející vědní disciplína zvaná strukturní bioinformatika.
Důvodem pro studium struktury není jen akademický zájem, ale i široká praktická využitelnost, zejména v oblastech vývoje léčiv, pesticidů, drog a chemických zbraní, z nichž naprostá většina cílí právě na enzymy (tedy bílkoviny) či receptory (které bývají tvořeny mimo jiné sacharidy). Výzkum nukleových kyselin pak umožňuje sekvenaci genomu, vývoj vakcín, cílenou léčbu a mnoho dalšího.

## Struktura proteinů
Proteiny (jinak též bílkoviny) jsou tvořeny řetězcem aminokyselin, spojených tzv. peptidovou (chemicky amidovou) vazbou do dlouhého řetězce. Právě pořadí (sekvenci) takto spojených aminokyselin označujeme jako primární strukturu. Sekundární struktura je způsobena geometrickými parametry sousedních aminokyselin a jejich vzájemnými interakcemi tohoto řetězce a je předstupněm struktury terciární, jež udává molekule tvar v 3D prostoru i její biologickou funkci. Terciární struktura vděčí za svou existenci především nevazebným interakcím (jakými jsou vodíková vazba či hydrofobní efekt), ovšem mohou se na ní podílet rovněž vazby kovalentní (disulfidové můstky).

### Primární struktura

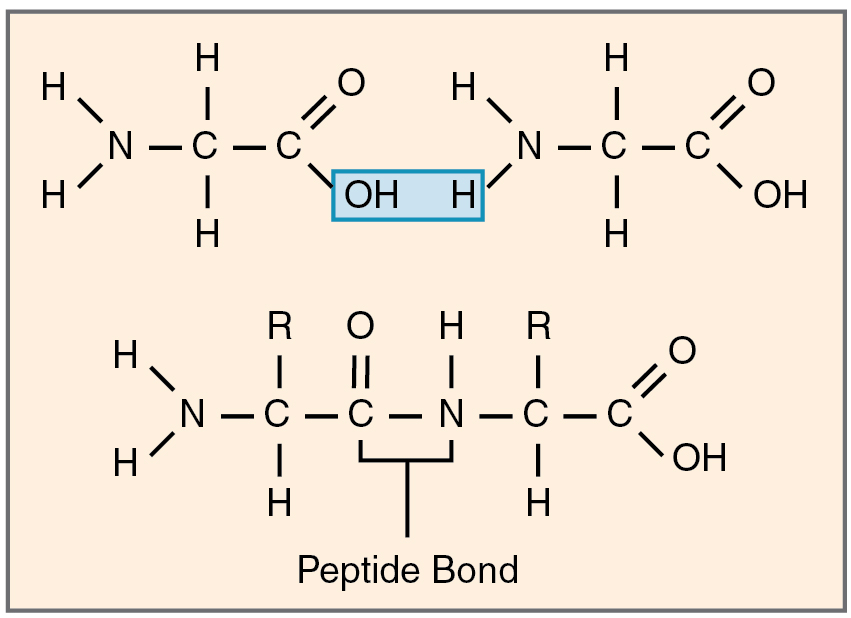
Peptidová vazba

Jak již bylo naznačeno výše, základem struktury proteinu je sekvence aminokyselin. Obecně s o aminokyselinu jedná v případě jakékoli organické sloučeniny, jež obsahuje karboxylovou i aminovou skupinu, ovšem v oblasti biochemie jsou tímto pojmem myšleny zpravidla α-aminokyseliny, tedy takové, jejichž aminoskupina je vázána na uhlíku sousedícím s uhlíkem karboxylovým. I těch však může existovat nekonečné množství a proto se obvykle uvažují pouze aminokyseliny proteinogenní. Těch se uvádí až 23, ovšem počet a druh skutečně využívaných se mezi jednotlivými organismy liší.
Každá z proteinogenních aminokyselin má přidělenou svou třípísmennou zkratku a právě s jejich pomocí se sekvence zapisují (př.: Lys-Tyr-Gly-...). Z praktických důvodů však vznikly i zkratky jednopísmenné, zápis v takovém případě vypadá stejně. Co je však důležité, je směr zápisu sekvence (neboť bílkoviny vázané v opačném pořadí sice mají touž molekulovou hmotnost, ale nejsou vzájemně ekvivalentní). Zápis probíhá vždy od N- k C- konci (tedy od konce s volnou aminoskupinou k volnému karboxylu). 

### Sekundární struktura
Pro její pochopení je vhodná znalost teorie hybridizace a trocha geometrické představivosti. 

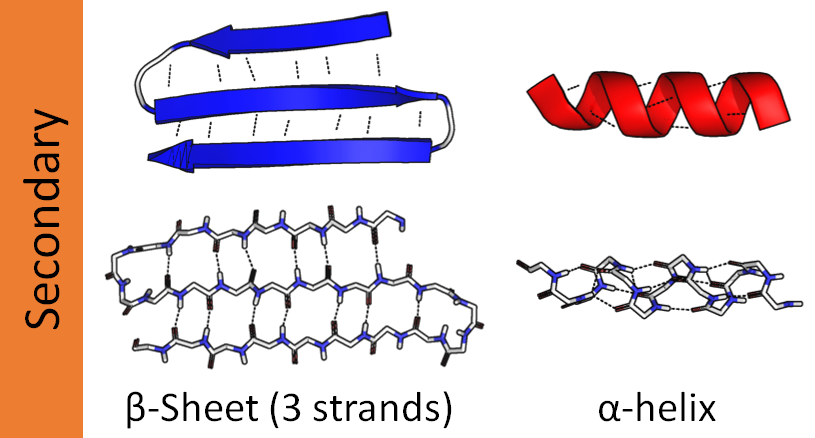
Sekundární sktruktura

Hlavními parametry pro popis jednotlivých částí proteinu jsou polohy jednotlivých atomů, délky jejich vazeb, vazebné úhly a dihedrální úhly (úhly mezi atomy ve vzájemných polohách 1 a 4). Z dihedrálních jsou klíčové úhly Φ a Ψ. První z nich mezi dvěma karboxylovými uhlíky a druhý mezi dusíky sousedních aminokyselin. Vynesením těchto dvou úhlů do grafu vzniká Ramachandranův diagram, na němž jsou jasně patrné dvě oblasti, jež odpovídají z geometrických důvodů nejvhodnějším možným uspořádáním. Těmi jsou šroubovice (α-helix) a skládaný list (β-sheet), tedy dva hlavní strukturní prvky sekundární struktury proteinů.

### Terciární struktura
Jako terciární strukturu označujeme prostorové uspořádání proteinu. To je dáno především nevazebnými interakcemi postranních řetězců aminokyselin, jakými jsou příkladně vodíkové vazby polárních částí, disperzní interakce či hydrofobní efekt, který nepolární aminokyseliny umísťuje přednostně do vnitřku struktury (aby zamezil jejich kontaktu s vodným okolím proteinu. 
Mohou se na ní však podílet i kovalentní vazby. Typickým příkladem je disulfidovým můstek, který vzniká oxidací dvou thiolových skupin a vytvořením vazby síra-síra. Takovou thiolovou skupinou disponuje aminokyselina methionin. Zajímavým praktickým využitím tohoto jevu je tvorba dámského účesu zvaného trvalá, který vzniká nejprve narušením struktury vlasu redukcí stávajících disulfidových můstků a po zformování požadovaného tvaru vytvoření nových opětovnou oxidací.
{\displaystyle {\ce {R1-SH + HS-R2 <=> R1-S-S-R2}}}

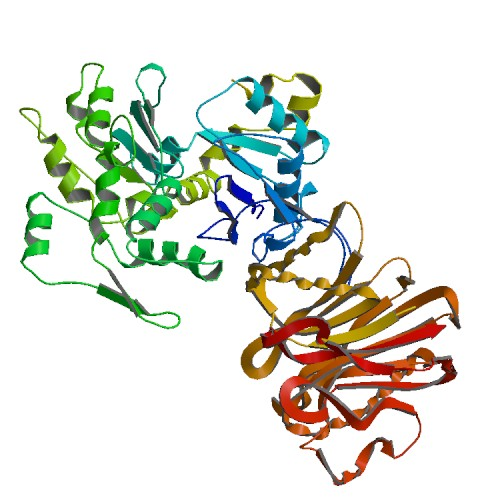
Terciární struktura

Klíčová je skutečnost, že proteiny nevznikají automaticky složené ve své finální struktuře, ale jako neuspořádaný řetězec (náhodné klubko), který se skládá až dodatečně. Anfisenovo dogma praví, že výslednou 3D strukturou je ta, která je termodynamicky nejstabilnější a kineticky přístupná, dále je pro daný protein unikátní a je určena sekvencí. V návaznosti na něj vznikla pro popis kinetiky sbalování (folding) proteinu teorie golfové jamky, podle níž by měl protein náhodnými změnami konformace dojít do nejstabilnějšího stavu. Na neudržitelnost této teorie však ukazuje Levithalův paradox, podle nějž rychlost sbalování takovému mechanismu neodpovídá. I pro malé proteiny by představoval požadavek na nemyslitelně dlouhý čas. Proto se dnes uvažuje model nálevky, dle něhož protein nehledá svou strukturu náhodně, ale postupuje sérií čím dále energeticky výhodnějších konformací, až se dostane k požadovanému uspořádání. Skutečnost, že však může existovat i v jiných konformacích ukazuje na to, že ona pomyslná nálevka má poněkud zvrásněný povrch, který poskytuje metastabilní pozice. Protein může být i zpětně rozbalen (denaturace proteinu), vlivem teploty či chemických podmínek.

### Kvartérní struktura

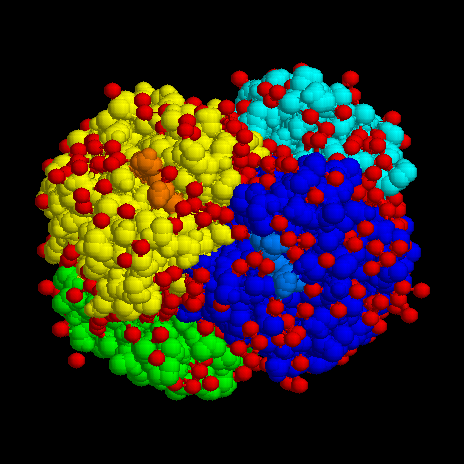
Hemoglobin (4 podjednotky)

Některé proteiny jsou tvořeny z více částí, takzvaných podjednotek, jež jsou vzájemně nekovalentně vázány a svou biologickou funkci plní až jako celek. Mezi takové bílkoviny patří například hemoglobin (který je zodpovědný za distribuci kyslíku v mnoha typech organizmů včetně lidského) či mnoho různých enzymů.

### Struktura enzymů
Jak již bylo naznačeno, mnoho proteinů plní nepostradatelnou funkci biokatalyzátorů neboli enzymů. Pro ně platí totéž, co pro ostatní proteiny. Některé mají však mimo proteinové složky (apoenzymu) i nízkomolekulární složku - koenzym. Ten se dále dělí podle typu vazby na kofaktor (volný) a prostetickou skupinu (vázaná součást enzymu). Dalším důležitým pojmem je aktivní místo, tedy oblast, v níž probíhá katalyzovaná reakce. Na něj bývá velmi často cíleno při vývoji léčiv, pesticidů či chemických zbraní, jejichž cílem je inhibice funkce daného enzymu.

## Struktura nukleových kyselin

Spojování nukleotidů

Nukleové kyseliny se dělí do dvou skupin, DNA a RNA, které se od sebe liší typem cukerné složky. V případě RNA jde o ribózu, u DNA o deoxyribózu. Struktury obou cukrů jsou takřka stejné, až na malý detail – deoxyribóze chybí kyslík vázaný na uhlík v poloze 2´. Tento drobný rozdíl s sebou však nese ohromné následky, v podobě odlišného chemického chování. DNA vykazuje mnohem vyšší stabilitu, zatímco RNA má mnohem více strukturních a vazebných možností. Pro podrobný popis je nutné znát konformaci cukerné složky, což vyžaduje více parametrů než v případě popisu proteinu. Jelikož by RNA vyžadovaly vlastní článek, zaměříme se zde pouze na DNA.

Párování bází A-T

Párování bází C-G

Stejně jako v případě proteinů je i primární struktura nukleových kyselin určena sekvencí jejích stavebních jednotek. Těmi jsou nukleotidy, jež jsou složeny z fosfátu, cukerné části a nukleobáze. Poslední jmenované se dělí se do dvou skupin, na purinové a pyrimidinové, a celkem jich je pět: adenin, guanin, cytosin, thymin a uracil. Každá z nich se označuje prvním písmenem svého názvu. Pokud chceme zapsat sekvenci, je nezbytné, stejně jako v případě proteinů, zachovávat správný směr zápisu. V tomto případě je jím směr od 5´- k 3´- konci, které označují uhlík cukerné složky, z něhož vazba vychází.
DNA je proslulá svým dvoušroubovicovým tvarem. Ten je způsoben jednak geometrickými požadavky a za druhé interakcí mezi dvěma komplementárními řetězci, mezi nimiž dochází k tzv. Watsonovo-Crickovskému párování, tedy tvorbě vodíkovým můstků mezi komplementárními bázemi. Těmi jsou páry A-T (v případě RNA A-U) a C-G. Velký význam pro strukturu nukleIdových kyselin mají tzv. patrové interakce mezi aromatickými jádry jednotlivých bází. Mimo prostoru obsazeného atomy a vnitřní části je dvoušroubovice tvořena ještě malým a velkém žlabem. 
Existují tři základní typy DNA (A, B a Z), jež se vzájemně liší svými geometrickými parametry. Nejběžnější z nich je B-DNA.

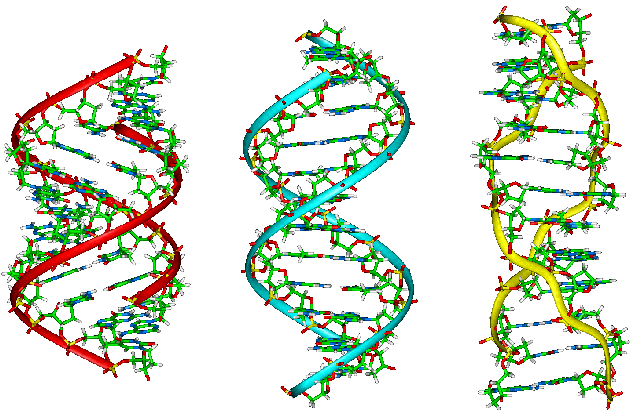
A, B a Z DNA